# Véres dráma Livóniában
A Véres dráma Livóniában (Un drame en Livonie) Jules Verne bűnügyi regénye, amelyet 1894 augusztusa előtt írt. Idősebb korában Verne előre dolgozott, több évre elegendő regénye állt nyomdakészen. A regényt először folytatásokban a Magasin d'éducation et de récréation folyóirat közölte 1904. január 1. és június 15. között, majd Pierre-Jules Hetzel adta ki 1904. július 7-én.
"[...] azért, mert tudod, hogy a 95. az Az úszó sziget, 96. a Véres dráma Livóniában, a 97-es az Orinoco, és mind kész."
A regény hosszú pihentetésének oka a Dreyfus-ügy. A kapitányt 1894. október 15-én tartóztatták le hazaárulás vádjával. A livóniai történetben fontos szerepet kap a hazafiasság, a bírói függetlenség. Sem a kiadó, sem Verne nem akarta, hogy úgy tűnjön, mintha a bűnügyi regényének bármi áthallása lenne a Dreyfus-üggyel. Verne egyébként bűnösnek vélte Dreyfust. 1903-ban, amikor közelgett a megjelenés, a fia, Michel Verne közreműködésével igazított a regényén. Fia közreműködésére az író megromlott látása miatt volt szüksége.
Verne a könyvben szereplő, Livónia területén élő nem német népeket szláv népnek tekinti, ami téves. Így nem helytálló a regény vélt „szláv összetartása“ a helyiek és az oroszok között. Az észt, lett  és litván történelem ellentmond Verne történelem leírásának.

## Tartalom
Rablógyilkosság történik a livóniai Kidőlt Kereszthez címzett fogadóban. Az áldozat az egyik legnagyobb német bankház küldönce. A gyanú hamarosan a vele egy kocsin utazó titokzatos utasra terelődik, de nincs döntő bizonyíték ellene. A történet hátterében pedig ott a kibontakozó német–szláv ellentét és egy közelgő választás. Több szereplő igyekszik a nyomozás menetét befolyásolni.
|  | Alább a cselekmény részletei következnek! |

A cselekmény középpontjában a rigai szláv/orosz Nyikolev család áll. Dimitrij Nyikolev az apja hagyta adósságot nyögi, tizennyolcezer rubellel tartozik a német Johausen bankháznak. Nyikolev fia, Jean a Dorpati Egyetem hallgatója, ahogy Karl Johausen is, aki az idősebb Johausen testvérnek, Franknak a fia. Nyikolev lánya Ilka, aki titkos jegyese a cár elleni szervezkedésért már négy éve Szibériába száműzött Vlagyimir Janovnak. Nyikolev egy titkot is őriz, Mihail Janov, Vlagyimir apja, halála előtt húszezer rubelt adott át neki, hogy azt Nyikolev adja majd át fiának, ha az visszatér.
A Johausen bankház bizalmi alkalmazottját, Pocht, munkaadója Rigából Revelbe küldi iratokkal és tizenötezer rubellel. Poch a Broks postakocsis vezette kocsival indul útnak, az utolsó percben még egy utas csatlakozik hozzájuk. Az ismeretlen csuklyát visel, és nagyon igyekszik, hogy ne fedje fel arcát, egy árva szót sem beszélget a kocsissal vagy Poch-val. A postakocsi Pärnu előtt húsz kilométerrel a szakadó esőtől felduzzadt sárba ragad, majd kitörik a kocsi egyik kereke. Az utasok egy közeli fogadóba menekülnek, amíg Broks Pärnuba megy segítségért.
A Kidőlt Kereszt tulajdonosa Kroff, a kocsmát leginkább helyiek látogatják, de épp ott pihen Eck kapitány, az orosz rendőrség tisztje is legényeivel, egy szökevényt üldöznek, aki a Balti-tengerhez akar eljutni. Poch bőséges vacsorát vesz, mielőtt lefeküdne aludni, a szótlan idegen azonnal a szobájába megy, de jelzi Kroffnak, hajnali négykor elmegy. Így is történik, kora reggel, fizetés után, Kroff engedi ki az idegent. 
Amikor a Pärnuból visszatért Broksnak és a fogadós Kroffnak reggel nem sikerül felébreszteni Pocht, rátörik az ajtót, és megdöbbenve állapítják meg, hogy Pocht valaki leszúrta és kirabolta. Lovas futár megy Rigába, ahonnan Kerstorf bíró vezetésével vizsgálóbizottság száll ki.
Megállapítják, hogy a belülről bezárt szobába az egyik ablaktábla kiemelésével, kitörésével juthatott be a gyilkos és arra távozhatott is. A holttesten talált késszúrás olyan erős volt, hogy a markolat lenyomata is kirajzolódik. Találnak pár friss sérülést az ismeretlen utazó ablaka alatti falrészen is. Kihallgatják fogadóst, aki nem mond semmi újat. Hasonló a helyzet a postakocsis Broksszal is. Az ismeretlen utas szobáját is átkutatják, ahol találnak egy meggörbült végű piszkavasat. Az ismeretlen utazó egyre gyanúsabbá lesz. Johausen elárulja a bírónak, hogy a bankjegyek sorszámát feljegyezték, a bíró kérésére ezt a tényt titokban tartják.
A bíró és társai visszatérnek Rigába. Roganov rendőrparancsnok meghallgatja Verder őrnagy beszámolóját, a gyilkosság mellett egy eltűnési ügy is lázban tartja a várost: Dimitrij Nyikolev pár napja szó nélkül elhagyta a házát. Ő az egyik jelölt a hamarosan megtartandó választáson, ahol Frank Johausen városi tanácsnoki helye a tét. Amiért a német bankár is indul, természetesen. A két család, a német és a szláv lakosság megosztottsága átterjed a dorpati egyetemre, ahol Jean Nyikolev és Karl Johausen majdnem összeverekedik.
A nyomozásban megdöbbentő fordulatot hoz Eck kapitány vallomása, aki Kroff kocsmájában látta az ismeretlent és határozottan felismerte Dimitrij Nyikolevet.
A tanár az azonosítását követően egy nappal később visszatér otthonába, de nem hajlandó elárulni, hogy merre járt. Kerstorf beidézi meghallgatásra, Nyikolev megjelenik. Elismeri, hogy ő volt az ismeretlen utas, a gyilkosság vádját visszautasítja, de nem hajlandó elárulni, miért utazott Revel felé, esetleg kivel volt találkozója hajnalban Pärnuben. Kijelenti, hogy a Pochnál volt pénzről semmit sem tud.
A kényes politikai helyzetre való tekintettel nem tartóztatják le a tanárt, de házkutatást tartanak nála, eredménytelenül. A német szimpatizáns lakosság értetlenül és egyre dühösebben figyeli, hogy az orosz hivatalnokok menteni igyekszenek a gyilkosság gyanúsítottját. Poch temetési menete pont a tanár háza előtt halad el, amelyet hiába védenek rendőrök, a tömeg már már áttöri a kordont, amikor egy férfi ugrik fel a ház tornácára és megállítja a tömeget.
Ő Vlagyimir Janov, szökött szibériai fegyenc, Ilka jegyese, akit az első két fejezetben Eck kapitány üldöz. Ennek ellenére eljutott Pärnube, írt Dimitrij Nyikolevnek, aki azonnal útra kelt. Nem csak felkereste Janovot, de át is adta neki az apai örökségét, húszezer rubelt. Janovot az orosz irányítású rendőrség lefogja, de kesztyűs kézzel bánnak vele, hiszen ő is szláv. Így kiderült, miért utazott Nyikolev a postakocsival. A rendőrségen hosszan latolgatják, hogy vajon Nyikolev bűnös-e. Kerstrorf úgy véli, hogy csak a fogadóban éjszakázók egyike – Nyikolev vagy a kocsmáros Kroff – lehet a gyilkos, bár a korábban az ivóban tartózkodók és a postakocsi személyzete is tudta, hogy Pochnál sok pénz van.
Jean és Karl párbajoznak, Karl súlyosan megsebesül. Vlagyimir Janov kegyelmet kap. Kerstorf újabb helyszíni szemlére szánja el magát. A szemle során Nyikolev szobájában, a kandallóban megtalálják egy elégett százrubeles sarkát. A szoba kulcsa a gyilkosság óta a rendőrségnél volt, így a papírdarabot az első szemle során nem vették észre. Ennek ellenére a bíró nem írja alá a Nyikolev elleni letartóztatási parancsot, mert továbbra is kétségei vannak. Alá nem támasztható gyanú él benne Kroff ellen.
Egy másik dráma is végéhez közeledik, elérkezik a nap, amikor Nyikolevnek meg kell adnia a Johausen bankháznak a tizennyolcezer rubeles tartozását. A tanárnak egyáltalán nincs ennyi pénze. Az öt órakor záró bank négykor utolsó felszólítást küld Nyikolevnek, amit Janov vesz át. Azonnal a bankba rohan, és apai örökségéből, amit Nyikolev adott át neki Pärnuben, kifizeti a tanár tartozását. Ám a bankjegyek sorszámai megegyeznek a Pochtól raboltakéval.
Amíg a Johausenek a rendőrségre rohannak, addig Janov vissza Nyikolevhez, aki, miután megérti, mit történt, kirohan a házból. Percekre rá megérkeznek a rendőrök is, akik azonnal keresni kezdik Nyikolevet. Egy Rigából kivezető úton találják meg, egy késsel szíven szúrták, ahogy Pocht is. Öngyilkosságnak vélik, családja összeomlik.
Ilka megtagadja, hogy Vlagyimir Janov elvegye, mondván, ő egy gyilkos lánya. A választást a német párt nyeri. 
Öt hónappal később Akszijev rigai pópa a Nyikolev családot és Vlagyimir Janovot Dimitrij Nyikolev sírjához hívja. A meghívottak vonakodva elmennek, ahol a pópa egy váratlan mozdulattal összeadja Ilkát és Vlagyimirt. A döbbent fiataloknak elmondja, hogy Kroff volt a gyilkos. Ezt maga Kroff vallotta be, amikor szélütés érte. A százrubelest a kéményen át ejtette be a lezárt szobába. S végül már napok óta leskelődött Nyikolev háza körül, mert le akarta szúrni a tanárt, öngyilkosság látszatát keltve, hogy így végleg elterelje magáról a nyomozás figyelmét.
|  | Itt a vége a cselekmény részletezésének! |

### Fejezetek
1. Át a határon
2. Váratlan segítség
3. A Nyikolev család
4. Postakocsin
5. Fogadó a Kidőlt Kereszthez
6. Szlávok és németek
7. Helyszíni szemle
8. A dorpati egyetemen
9. A vád
10. A kihallgatás
11. A tömeg dühe
12. Vlagyimir Janov
13. A második helyszíni szemle
14. Sorozatos csapások
15. Egy sírdomb fölött
16. A gyónás

## Szereplők
- Dimitrij Nyikolev, matematika- és fizikatanár, Ilka és Jean apja
- Ilka Nyikolevna (24), Dimitrij Nyikolev lánya
- Jean Nyikolev (18), Dimitrij Nyikolev fia, a dorpati egyetem tanulója
- Mihail Janov, ügyvéd
- Vlagyimir Janov (32), Mihail Janov fia, ügyvéd, száműzött
- Hamine doktor (50), törvényszéki orvos, Nyikolev barátja
- Delaporte (45), a rigai francia konzul
- Kerstorf bíró
- Frank Johausen, az idősebb Johausen testvér, a Johausen bankház vezetője
- Karl Johausen, Frank Johausen fia, a dorpati egyetem tanulója
- Margarit Johausen, Frank Johausen lánya
- Trankel, a Johausen ház inasa
- Gurko tábornok, a balti tartományok kormányzója
- Roganov ezredes, a balti tartományok rendőrparancsnoka
- Verder őrnagy, Roganov közigazgatási helyettese
- Eck kapitány, Roganov beosztottja
- Poch (50), a Johausen bankház
- Broks, postakocsis
- Zinaida Parensova (45), Poch jegyese
- Kroff, a Kidőlt Kereszthez fogadósa
- Akszijev, rigai pópa

## Érdekességek
- A lív nyelv a finnugor nyelvek balti-finn ágának déli csoportjához tartozó nyelv.
- Több fejezet végződik cliffhangerrel, amely más Verne-regények jellemzője is, de ebben a krimiben kimondottan jellemző.
- A felhasznált fegyver típusát meghatározzák: A rugószorítónak tisztán látszott a nyoma a sebszáj körül.[3] A két Kip testvér regényben alkalmazza Verne a fegyver típusának meghatározásához a seb bemeneti torkolatán megjelenő nyéllenyomatot. Bár a Kip testvérek hamarabb jelent meg, mint ez a regény, de Verne ezt írta hamarabb, mint a Kip testvérek történetét.
- A regény, szinte a cselekmény terhére is, a németeket negatív fényében tünteti fel, ahogy ezt tette Verne a A bégum ötszázmilliója vagy a Haza, Franciaországba regényeiben.
- 1876-ot írtak. A balti tartományok oroszosításának gondolata már száz esztendő óta kísértett. Második Katalin cárnő gondolt először erre a nemzeti reformra. A kormány eltávolítani készült a városok és falvak közigazgatásából a német korporációkat. A tanácsok választását azokra a polgárokra akarta bízni, akik kellő iskolázottsággal és cenzussal rendelkeztek. A balti tartományokban, amelyeknek összlakossága nagyjából 1 986 000 főre rúgott, és az Észt-földön élő 326 000, a livóniai 1 000 000 és Kurlandban 660 000 fővel szemben a németeket csak 14 000 nemes, 7000 kereskedő és 95 000 polgár képviselte, továbbá 150 000 zsidó, úgyhogy a kormányzó pártfogásával könnyen érvényesülhetett a szláv többség.[4] II. Katalin 1762–1796 között uralkodott. Az 1897-es cenzus szerint a balti államokban (ez durván a mai Litvániával nagyobb terület az 1876-os felmérésnél) az összlakosság 5 582 036 fő volt, a szláv nyelvű lakosok száma: 2 954 509 (52,93%), a finnugor nyelvű lakosok száma: 888 122 (15,91%), amíg a német nyelvű lakosok száma 229 647 (4,11%) volt.
- Verne-nél az oroszok kezelésén mindvégig megérezni a francia külpolitika fordulatait. Miután III. Sándor orosz cár a franciáknál véli megtalálni a németek ellensúlyát, Verne orosz szereplői rendre pozitívak. A Három orosz és három angol kalandjai (1872) regényben jóindulatúnak nem mondható semlegességgel ír róluk. Később mindent elnéz nekik, nemzete leendő szövetségeseinek, még a zsarnokságot is, amely ellen más regényhősei küzdenek. A Sztrogof Mihályban (1876) az önfeláldozó férfi diadalmaskodik a milliók egy miatt elutasítása felett. A Hector Servadac (1877) őrnagya és Bombarnac Klaudius (1892) grófja minden fenntartás nélkül rokonszenves, a César Cascabel (1890) száműzött grófja is kegyelmet kap. III. Sándor nagy szerepet játszott az 1889-i párizsi világkiállításon.

## Magyar kiadások
- Média, Budapest, 1990, ISBN 9637905065, fordította: Mikes Lajos, illusztrálta: George Roux, Unikornis, 2004
- fapadoskonyv.hu, 2010, ISBN 9789632999548, fordította: Mikes Lajos, illusztrálta: George Roux

## Feldolgozások
- 1973-ban A törött patkó ("Сломанная подкова") címmel a Lenfilm készített filmadaptációt Verne regényéből. A szovjet filmstúdió szabadon bánt a történettel, a regénybeli fogadó neve, Kidőlt Kereszt, a filmben a címadó Törött Patkó.[5]
- Képregény is készült a krimiből 1999-ben. A forgatókönyvet François Rivière, a rajzokat Serge Micheli készítette.